# Виго ди Фаса
Вѝго ди Фа̀са (на италиански: Vigo di Fassa; на ладински: Vich, Вих) е село в Северна Италия, община Сан Джовани ди Фаса, автономна провинция Тренто, автономен регион Трентино-Южен Тирол. Разположено е на 1382 m надморска височина. Населението на общината е 1197 души (към 2015 г.).